# Atoposaurus
Ne doit pas être confondu avec Aloposaurus, un gorgonopsien du Permien supérieur.
Genre
Espèces de rang inférieur
- † Atoposaurus oberndorferi von Meyer, 1850 (espèce type)
- † Atoposaurus jourdani von Meyer[1], 1851

Atoposaurus est un genre fossile de petits reptiles crocodyliformes néosuchiens basaux semi-aquatiques, du clade des Atoposauridae,,.
Il n'est connu qu'en Europe occidentale (France et Allemagne) dans le Jurassique supérieur (Kimméridgien et Tithonien inférieur), à une période estimée entre 157 et 148 Ma (millions d'années).

## Liste des espèces
Deux espèces sont identifiées ; elles proviennent du Jurassique supérieur d'Europe occidentale :
- † Atoposaurus oberndorferi, l'espèce type, découverte dans le Tithonien inférieur d'Allemagne dans le célèbre calcaire de Solnhofen [5] ;
- † Atoposaurus jourdani découverte sur le site paléontologique de Cerin dans le département de l'Ain en France, dans le Kimméridgien[1].

## Description
Ce sont des Crocodyliformes de très petite taille, dépourvus de scutelles dorsales, avec :
- pour A. oberndorferi, une longueur totale de 13 centimètres, dont 2,6 pour le crâne ;
- pour A. jourdani, une longueur totale de 18,8 centimètres, dont 2 pour le crâne[4].

Une caractéristique remarquable chez Atoposaurus est la présence de 50 ou plus vertèbres caudales, un caractère qui n'est connu chez aucun autre Crocodyliformes et qui est indépendant du stade ontogénétique (de l'âge) des spécimens.

## Classification
Le cladogramme ci-dessous, établi en 2016 par Tennant et ses collègues, montre la composition du petit clade des Atoposauridae et la position des espèces du genre Atoposaurus :
|  | Alligatorellus bavaricus |
|  |                          |
|  | Alligatorellus beaumonti |
|  |                          |

|  | Atoposaurus jourdani     |
|  |                          |
|  | Atoposaurus oberndorferi |
|  |                          |

|  | Alligatorellus bavaricus |
|  |                          |
|  | Alligatorellus beaumonti |
|  |                          |

|  | Atoposaurus jourdani     |
|  |                          |
|  | Atoposaurus oberndorferi |
|  |                          |

|  | Alligatorellus bavaricus |
|  |                          |
|  | Alligatorellus beaumonti |
|  |                          |

|  | Atoposaurus jourdani     |
|  |                          |
|  | Atoposaurus oberndorferi |
|  |                          |

|  | Alligatorellus bavaricus |
|  |                          |
|  | Alligatorellus beaumonti |
|  |                          |

|  | Atoposaurus jourdani     |
|  |                          |
|  | Atoposaurus oberndorferi |
|  |                          |